# Anne Hébert
Anne Hébert   (1 d'agost de 1916 - Montreal, 22 de gener de 2000) va ser una escriptora i poeta francocanadenca. Va guanyar en tres ocasions el Premi del Governador General, el premi literari més important del Canadà, dos cops per novel·la i un per poesia.
Va entrar a treballar com a guionista al National Film Board of Canada el 1953 i va treballar després a Mont-real com a guionista fins a la tardor de 1954. El 1960 va ser elegida membre de la Royal Society of Canada i va traslladar-se a París el 1965, després de la mort de la seva mare. Després de la publicació de la segona novel·la, Kamuraska el 1970 va obtenir un notable èxit internacional. El 1978, el Primer ministre de la província de Quebec, va oferir-li el càrrec de tinent-governador del Quebec, que va rebutjar. El 1982 va obtenir el Premi Femina. El 1983 és nomenada doctor honoris causa per la Universidad de Laval.
Algunes de les seves obres han estat adaptades al cinema.

## Obres

### Poesia
- Les songes en équilibre (1942)
- Le tombeau des rois (1953)
- Mystère de la parole (1960)

### Novel·la
- Kamouraska (1950, premi de les llibreries de França el 1971)
- Les enfants du Sabbat (1975)
- Les fous du Bassan (1982, premi Femina)

### Llibres de relats
- Le torrent (1950)
- Les chambres de bois (1958)